# Churidar

Les churidars, ou plus exactement les pyjamas churidar, sont des pantalons bien ajustés portés par les hommes et les femmes en Asie du Sud. 
Les churidars sont une variante du pantalon salwar. Les salwars sont coupés large sur le haut et étroit à la cheville quand les churidars se rétrécissent plus rapidement, de sorte que les contours de la jambe sont révélés. Ils sont généralement coupés en biais, les rendant naturellement extensibles. L'étirement est important quand les pantalons sont collants. Ils sont également plus longs que la jambe et se terminent parfois avec une manchette boutonnée resserrée au niveau de la cheville. L'excès de longueur tombe en plis et ressemble à un ensemble de bracelets reposant sur la cheville (d'où l'expression "churidar'; 'churi': bracelet, "dar": comme). Lorsque la personne est assise, le tissu supplémentaire est le "moyen" qui permet de plier les jambes et de s'asseoir confortablement. Le mot churidar provient de l'ourdou et a rejoint le vocabulaire anglais seulement au XXe siècle. Auparavant, les pantalons churidar portés en Inde étaient mentionnés par les britanniques sous les termes culottes mogholes, culottes longues, ou culottes à moustique.
Le churidar est généralement porté avec un kamiz (tunique) par les femmes ou un kurta (une surtenue relâchée) par les hommes, ou ils peuvent faire partie d'un ensemble de corsage et jupe.

## Galerie

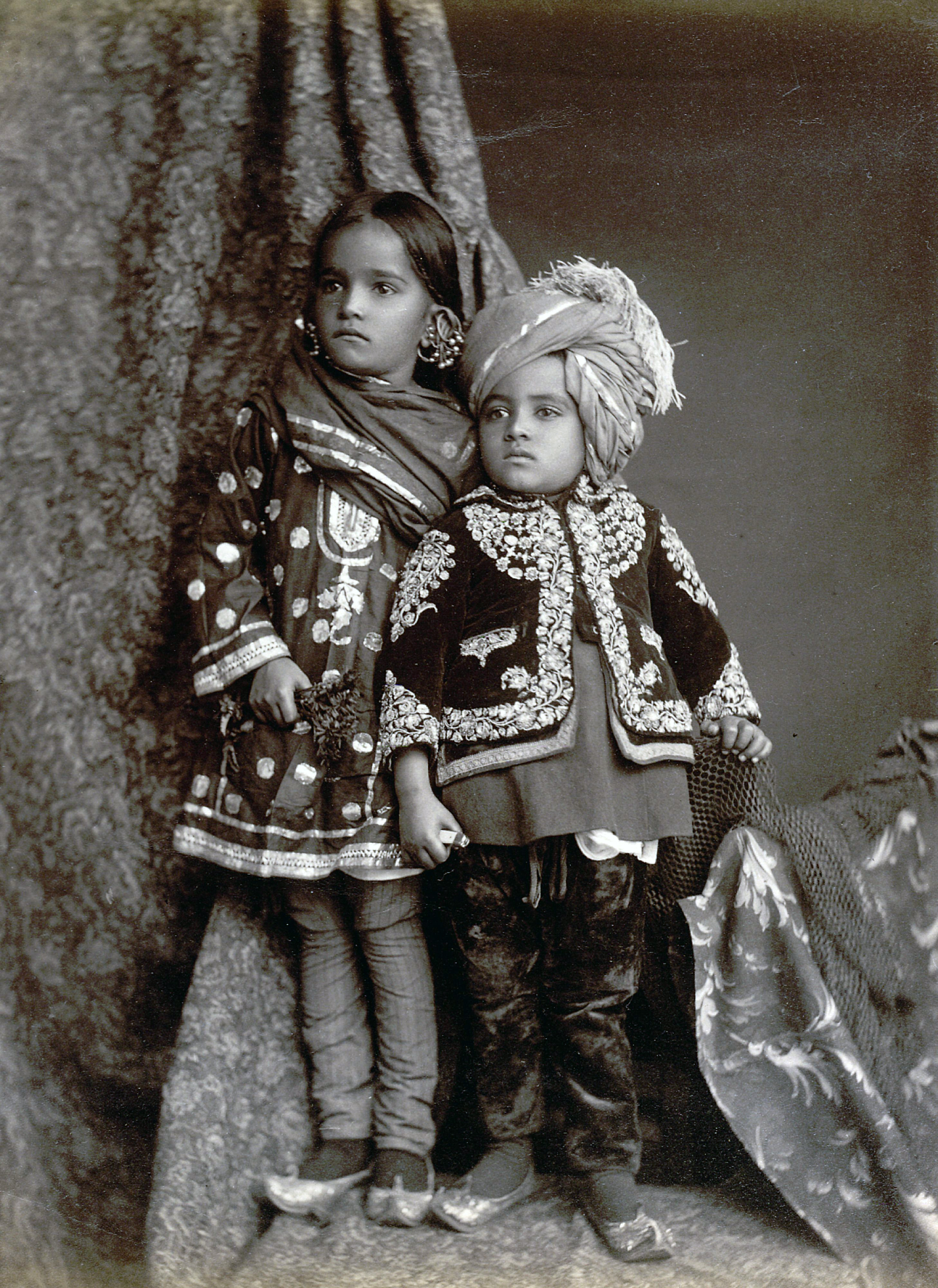
Portrait d'enfants cachemiris portant des churidars, vers 1890
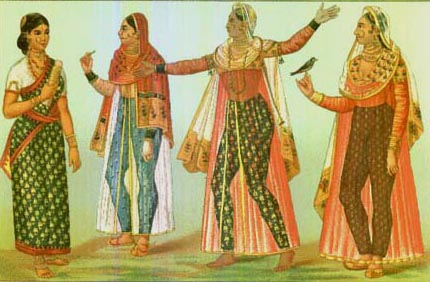
Peinture du XIXe siècle montrant des femmes indiennes portant des jupes transparentes par-dessus des churidars
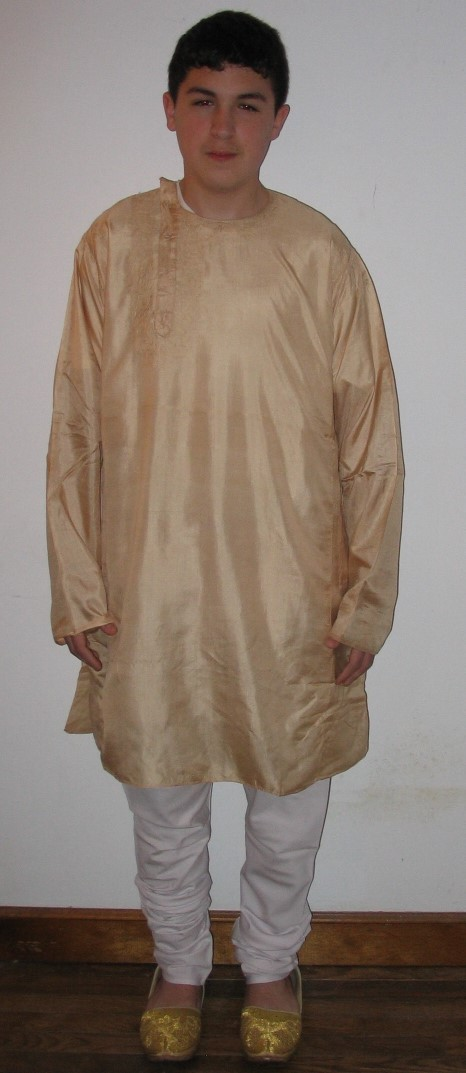
Churidar en coton porté avec un kurta avec un col en soie et des chaussures mojari
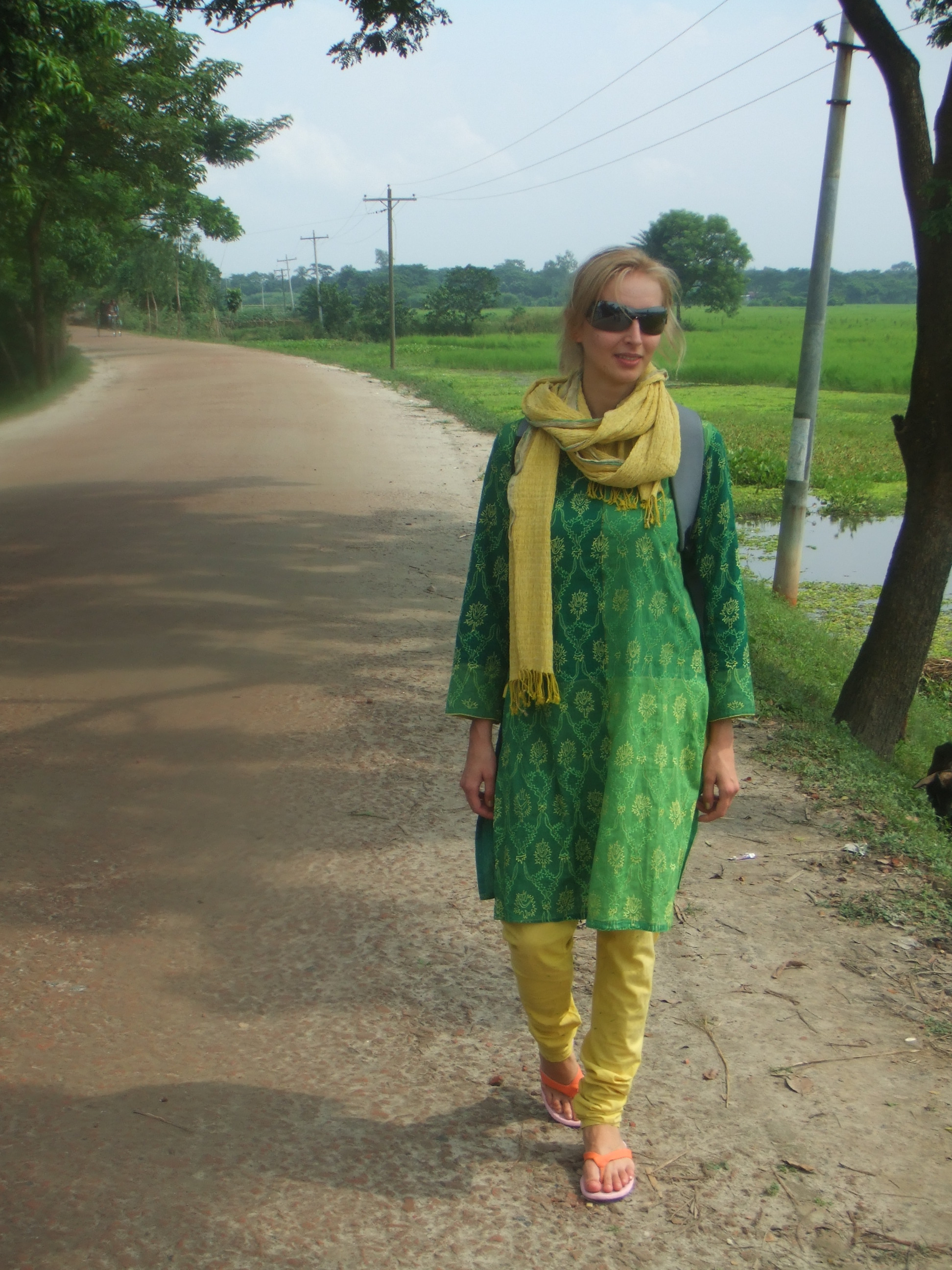
Une femme visitant le Bangladesh avec un churidar

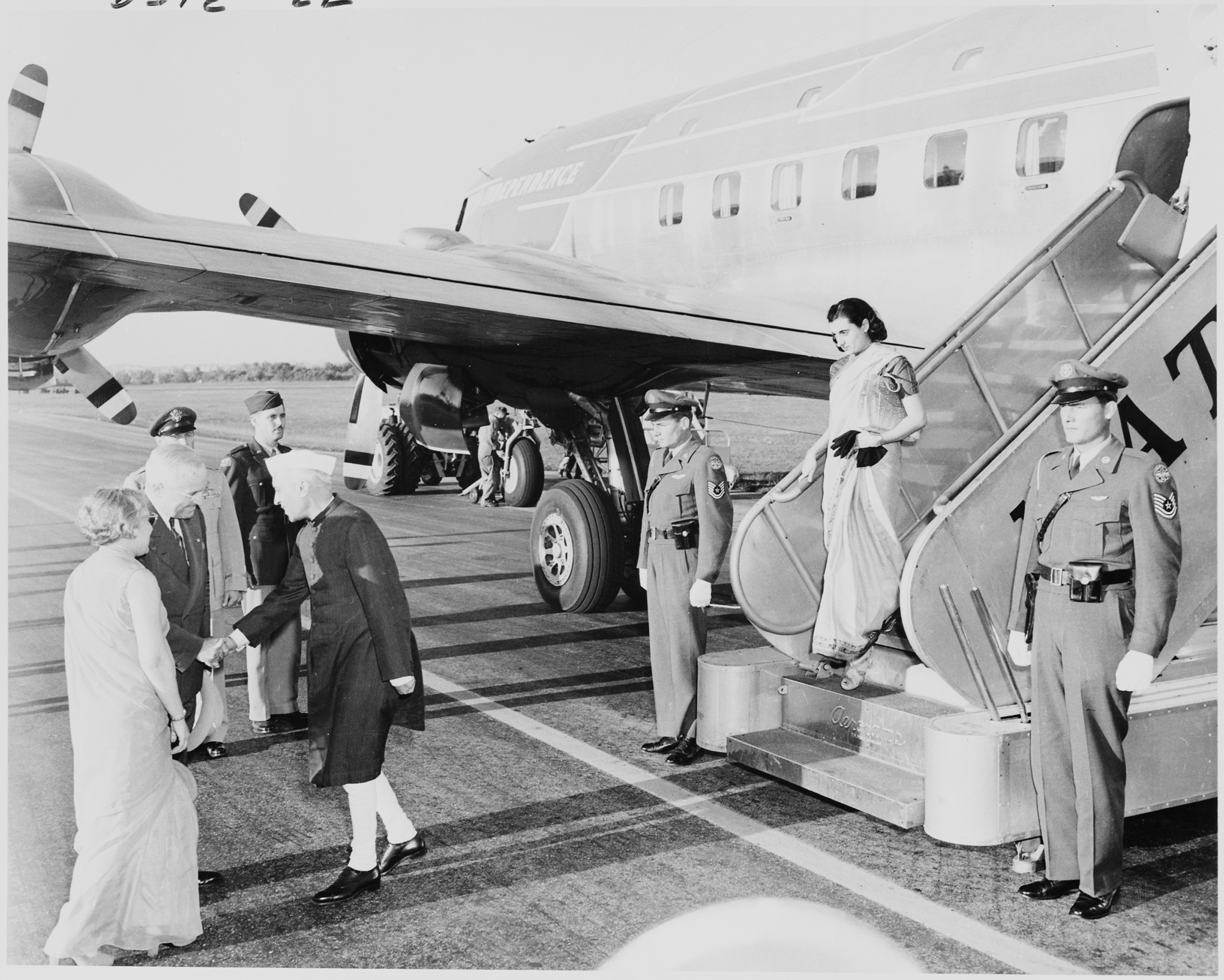
Jawaharlal Nehru, premier ministre d'Inde, en churidar lors de sa réception par le président américain Harry S. Truman à son arrivée au National Airport, Washington DC, octobre 1949
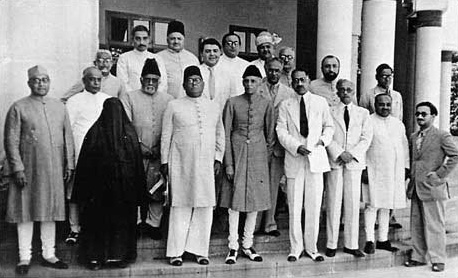
Muhammad Ali Jinnah, fondateur du Pakistan, au centre, et Liaquat Ali Khan, son premier ministre, tout à gauche, portant des churidars à la réunion du Comité de travail de la Ligue musulmane à Lahore, mars 1940
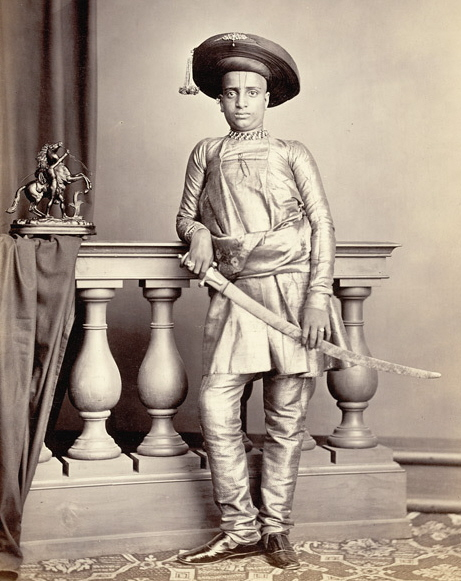
Portrait du fils de H.H. Chunnasee Rajoonath Pant (portant des churidars). 1860.  Oriental and India Office Collection, British Library.